# Donald MacKenzie (roeier)
Donald MacKenzie (5 oktober 1879 - overlijdensdatum onbekend) was een Canadese roeier die op de Olympische zomerspelen van 1904 met de Canadese boot acht-met-stuurman de zilveren medaille behaalde.